# Deinotherium
Deinotherium („strašné zvíře“) je vyhynulý rod velkého chobotnatce z čeledi Deinotheriidae. Ve fosilních záznamech se objevuje v Eurasii a Africe od raného miocénu do středního pleistocénu. Fosilie tohoto chobotnatce byly v polovině 19. století objeveny také na území dnešní České republiky (blízko České Třebové).

## Evoluce a popis
Původ tohoto zvířete je africký, postupně se rozšiřovalo směrem na sever a během pliocénu představovalo jednoho z nejúspěšnějších savců. Rod popsal Johann Jakob Kaup roku 1829, typovým taxonem se stal druh Deinotherium giganteum nalezený v Evropě. Deinotherium bylo jedním z největších známých chobotnatců, samci dosahovali výšky v kohoutku až 4,5 m, možná i více. Od ostatních slonů se odlišoval dozadu zahnutými kly, které vyrůstaly ze spodní čelisti. Důvod tohoto zvláštního postavení není plně objasněn a po objevení rodu zmátl tehdejší paleontology. Je možné, že pomocí klů Deinotherium vyrývalo kořínky či hlízy nebo strhávalo kůru ze stromů. Možné též je, že kly sloužily pro vzájemnou identifikaci.

## Druhy
- Deinotherium bozasi†, Arambourg, 1934
- Deinotherium giganteum†, Kaup, 1829
- Deinotherium gigantissimum†, Ștefănescu, 1892
- Deinotherium indicum†, Falconer, 1845
- Deinotherium levius†, Jourdan, 1868
- Deinotherium bavaricum†, von Meyer, 1831 [3]